# I Swear
I Swear ist ein Country-Pop-Song aus dem Jahr 1993. Die Ballade wurde von Frank J. Myers und Gary Baker geschrieben und im Muscle Shoals Sound Studio produziert. Mit dem Stück war zunächst Country-Sänger John Michael Montgomery erfolgreich; in Europa wurde es durch die US-amerikanische R&B-Gruppe All-4-One bekannt. Der Titel erhielt bei den 37. Grammy Awards 1995 sowohl in der Kategorie Best Country Song als auch in der Kategorie Best Pop Performance by a Duo or Group with Vocals eine Auszeichnung und belegte in zahlreichen Ländern Platz eins der Hitparaden.

## Text
Der Text des Liedes ist eine Liebeserklärung, die in einer Strophe unter anderem Passagen aus dem Treuegelöbnis der Kirchlichen Trauung enthält: „for better or worse, till death do us part“ (in guten wie in schlechten Tagen, bis dass der Tod uns scheidet). Der Refrain enthält die titelgebende Zeile „I swear ... I’ll be there“ (Ich schwöre, für Dich da zu sein).

## Interpreten
Der US-amerikanische Country-Sänger John Michael Montgomery veröffentlichte I Swear Ende 1993 als Singleauskopplung aus seinem zweiten Album Kickin’ It Up. Das Lied erreichte Anfang 1994 die Spitze der Countrycharts und Platz 42 in den Billboard Hot 100. I Swear erhielt 1994 den CMA-Award „Single of the Year“ und Montgomery wurde mit dem CMA Horizon Award als meistversprechender Country-Musiker ausgezeichnet. Bei den ACM-Awards bekam das Lied die Auszeichnungen „Single of the Year“ und „Song of the Year“. In Deutschland erschien es im selben Jahr zusätzlich auf der Kompilation KuschelRock 08.
Die R&B-Gruppe All-4-One nahm im selben Jahr eine von David Foster produzierte Popversion auf, die zu einer der größten Nummer-eins-Hits in den USA (Platin), in Deutschland (Platin), in Österreich (Platin), in der Schweiz sowie mehreren anderen Ländern (#2 mit Platin-Status in Großbritannien) wurde.
2001 brachte Smokie auf dem Album Uncovered eine weitere Interpretation des Songs heraus. Die amerikanische Boygroup B3 nahm ebenfalls eine Version des Titels auf. 2004 wurde sie auf dem Sampler Just The Best Vol. 47 veröffentlicht. 2010 wurde der Titel in der deutschen Castingshow Popstars – Girls Forever von einer größeren Gruppe Teilnehmer gesungen (enthalten auf Best Of 2011 – Die Erste) und erreichte 2010 mit LaVive als Interpreten Platz 69 der deutschen Singlecharts.

## Weitere Verwendungen

### Filme und Serien
- Die Ballade gehörte 2005 zum Soundtrack des Filmes Wild X-Mas.
- Im Film The Social Network von 2010 ist das Lied zu hören, gehört aber nicht zum Soundtrack.
- Während der Hochzeitsszene in Ich – Einfach unverbesserlich 2 von 2013 wird es von den Minions gesungen.
- In der Folge Cartman Finds Love von South Park ist eine Interpretation von Eric Theodore Cartman zu hören.

## Kommerzieller Erfolg

### Chartplatzierungen
I Swear erreichte in der Version von All-4-One die Chartspitze der deutschen Singlecharts und platzierte sich neun Wochen an ebendieser sowie 14 Wochen in den Top 10 und 26 Wochen in den Top 100. Die Single wurde zum ersten von drei Charthits der Band in Deutschland, wobei kein weiterer Titel die Top 10 erreichte oder sich länger in den Charts platzieren konnte. In den deutschen Airplaycharts erreichte das Lied ebenfalls für drei Wochen die Chartspitze. 1994 platzierte sich I Swear auf Rang zwei der deutschen Single-Jahrescharts und musste sich lediglich Without You von Mariah Carey geschlagen geben.
| ChartsChartplatzierungen       | Höchstplatzierung | Wochen |
| ------------------------------ | ----------------- | ------ |
| Deutschland (GfK)              | 1 (26 Wo.)        | 26     |
| Österreich (Ö3)                | 1 (20 Wo.)        | 20     |
| Schweiz (IFPI)                 | 1 (28 Wo.)        | 28     |
| Vereinigte Staaten (Billboard) | 1 (30 Wo.)        | 30     |
| Vereinigtes Königreich (OCC)   | 2 (25 Wo.)        | 25     |

| ChartsJahrescharts (1994)      | Platzierung |
| ------------------------------ | ----------- |
| Deutschland (GfK)              | 2           |
| Österreich (Ö3)                | 5           |
| Schweiz (IFPI)                 | 4           |
| Vereinigte Staaten (Billboard) | 2           |
| Vereinigtes Königreich (OCC)   | 5           |

### Auszeichnungen für Musikverkäufe
All-4-Ones I Swear wurde weltweit mit 7× Platin ausgezeichnet. Damit wurden laut Auszeichnungen über 2,8 Millionen Einheiten der Single verkauft.
| Land/Region                  | Auszeichnungen für Musikverkäufe (Land/Region, Auszeichnung, Verkäufe) | Verkäufe  |
| ---------------------------- | ---------------------------------------------------------------------- | --------- |
| Australien (ARIA)            | 2× Platin                                                              | 140.000   |
| Deutschland (BVMI)           | Platin                                                                 | 500.000   |
| Neuseeland (RMNZ)            | Platin                                                                 | 15.000    |
| Österreich (IFPI)            | Platin                                                                 | 50.000    |
| Vereinigtes Königreich (BPI) | Platin                                                                 | 600.000   |
| Vereinigte Staaten (RIAA)    | Platin                                                                 | 1.500.000 |
| Insgesamt                    | 7× Platin ·                                                            | 2.805.000 |